# Waldir (ur. 1964)
Waldir Eduardo de Carvalho (ur. 1 czerwca 1964 w Brasílii) – piłkarz brazylijski występujący podczas kariery na pozycji pomocnika.

## Kariera klubowa
Podczas kariery piłkarskiej Waldir występował w klubie Taguatinga Brasília.

## Kariera reprezentacyjna
Waldir występował w olimpijskiej reprezentacji Brazylii. W 1983 uczestniczył w Igrzyskach Panamerykańskich, na których Brazylia zdobyła brązowy medal. Na turnieju w Caracas wystąpił w meczu z Urugwajem.